# Limatula filatovae
Limatula filatovae is een tweekleppigensoort uit de familie van de Limidae. De wetenschappelijke naam van de soort is voor het eerst geldig gepubliceerd in 1975 door Okutani.